# Hypocrita confluens
Hypocrita confluens är en fjärilsart som beskrevs av Butler 1872. Hypocrita confluens ingår i släktet Hypocrita och familjen björnspinnare. Inga underarter finns listade i Catalogue of Life.